# Ardipithecus kadabba
Ardipithecus kadabba és un homínid fòssil descobert el 2001 pel paleoantropòleg etíop Yohannes Haile-Selassie a la depressió dels Affar, al nord-oest de l'actual Etiòpia. S'estima que aquesta espècie visqué fa entre 5,54 i 5,77 milions d'anys.
El doctor Haile-Selassie descriu A. kadabba com a la probable primera espècie de la branca cap als humans, després de la separació evolutiva de la línia comuna amb els ximpanzés.
Ardipithecus kadabba mostra una postura erecta, però amb les dimensions d'un ximpanzé modern; tenia llargs ullals.
Alguns experts consideren que A. kadabba és una subespècie d'Ardipithecus ramidus i, per tant, la denominen A. ramidus kadabba.
És la dentadura, una mica més primitiva de A. kadabba el que obliga a una diferència taxonòmica amb A. ramidus. Se sap, per la datació de les restes, que Ardipithecus kadabba és prop d'un milió d'anys més antic que A. ramidus.